# Автобусный транспорт Харькова
Харьковский автобус регулярно действует с середины 1925 года.

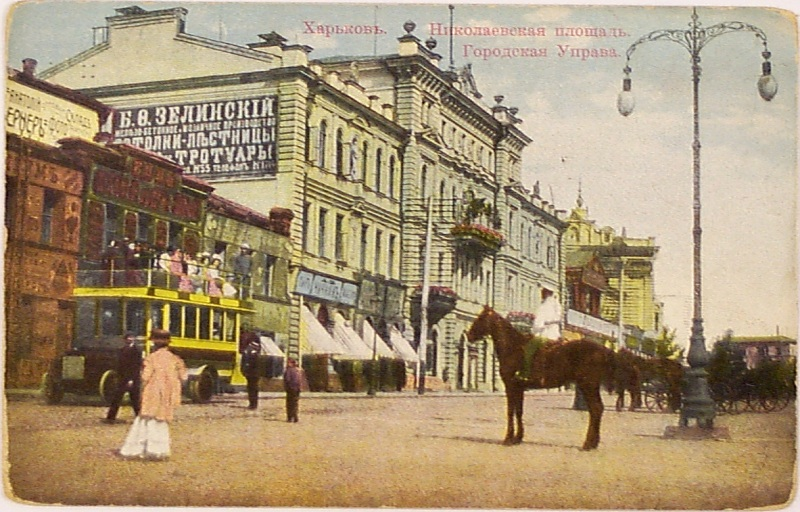
Один из первых в городе двухэтажный автобус на Николаевской площади. Посередине площади конный городовой и стоянка пролёток. 1910-е

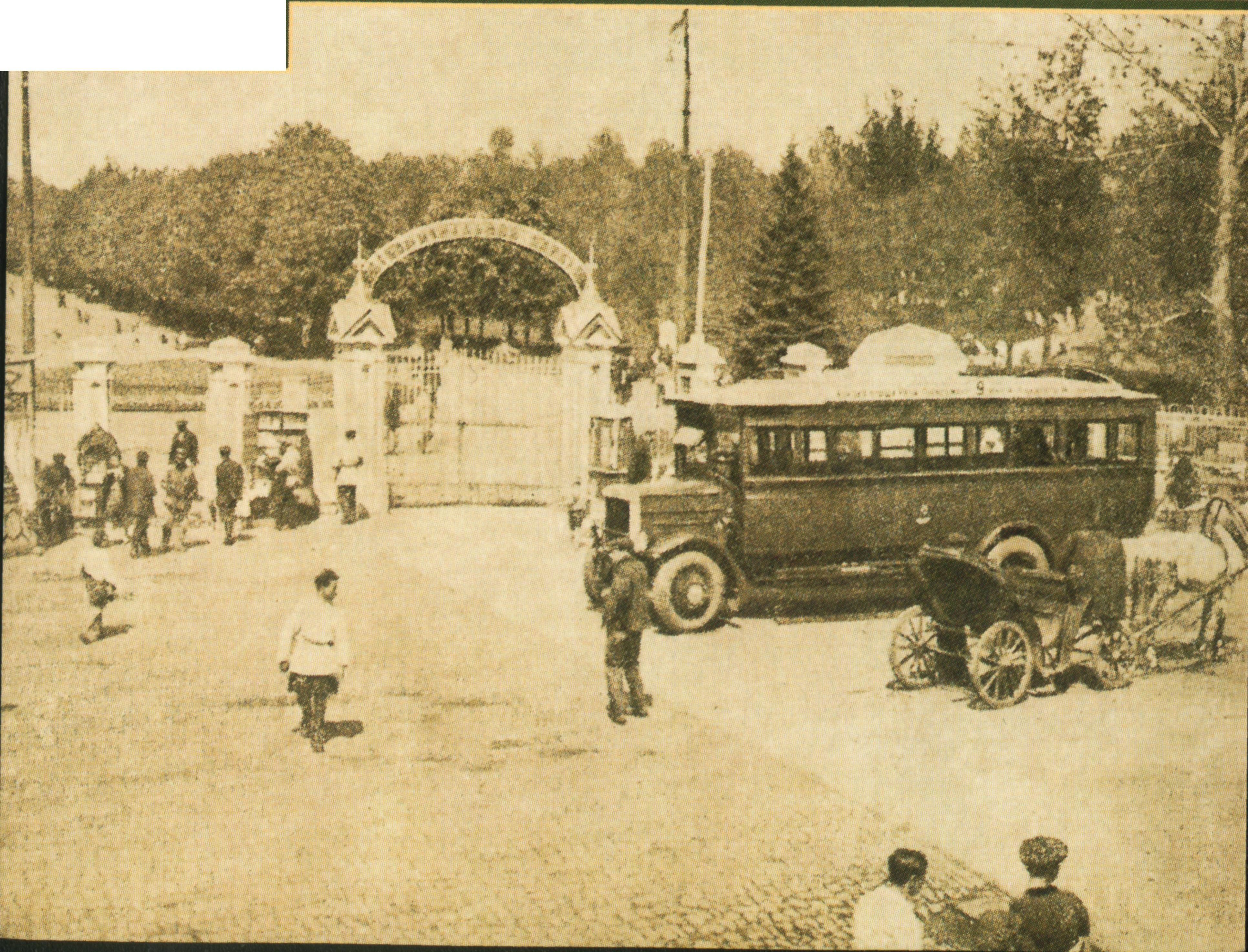
Автобус перед входом в Коммунальный парк. Сумская, конец 1920-х

## История
В 1910 году были первые попытки создания в Харькове автобусного движения: была открыта линия Вокзал-Сумская, которая просуществовала недолго. В итоге в 1925 году автобусный транспорт снова появляется на улицах города. С тех пор автобусы работали на улицах города каждый день, за исключением времени немецкой оккупации.

## Современность
По состоянию на ноябрь 2009 года, на всех маршрутах работают автобусы различных коммерческих предприятий. В течение года появится единое транспортное предприятие, и некоторые маршруты станут коммунальными. Автобусы работают в трёх режимах — «экспресс», «маршрутное такси» и «социальный».

## Подвижной состав

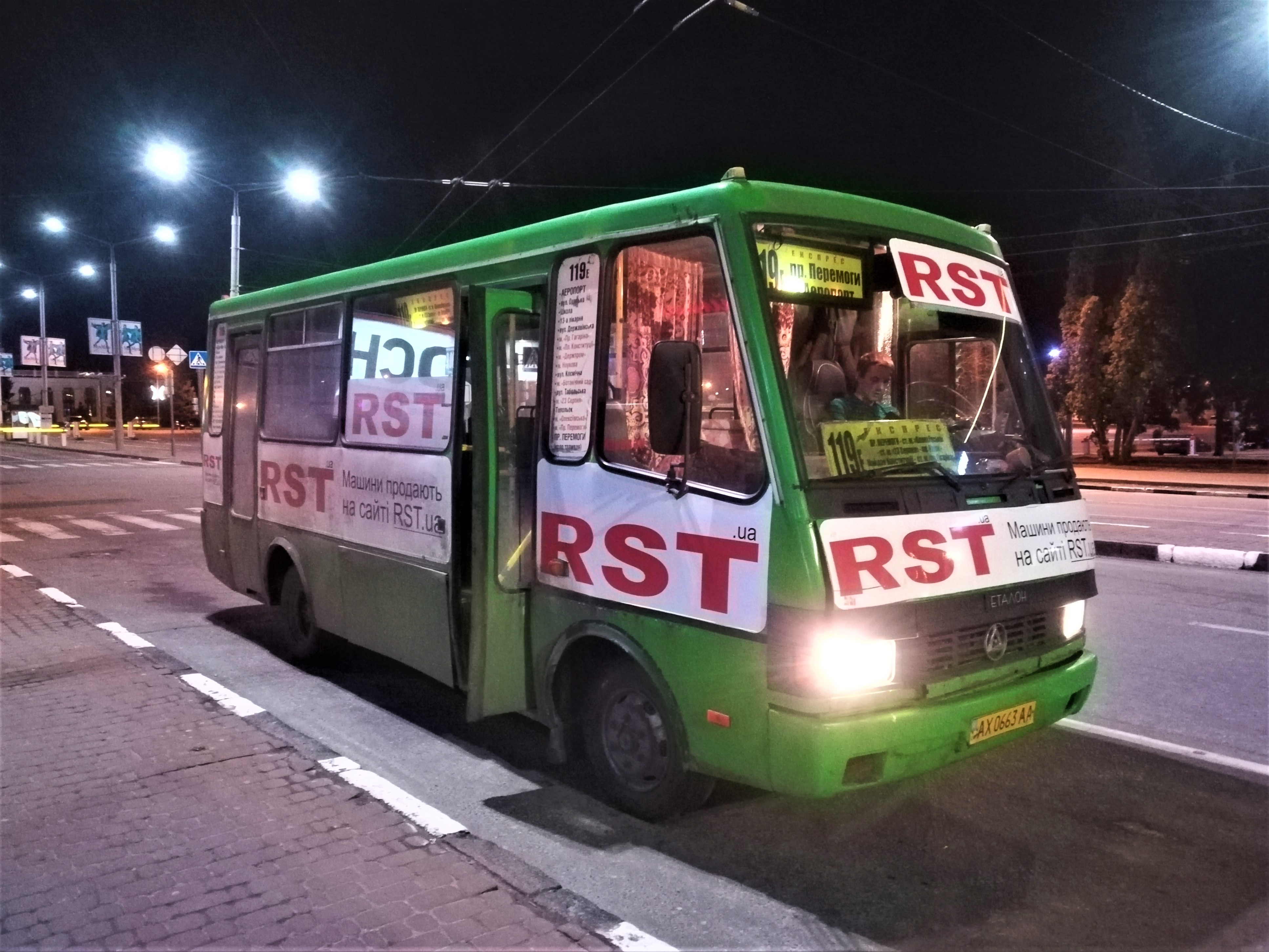
Автобус БАЗ А079 119э маршрута на Аэрофлотской улице

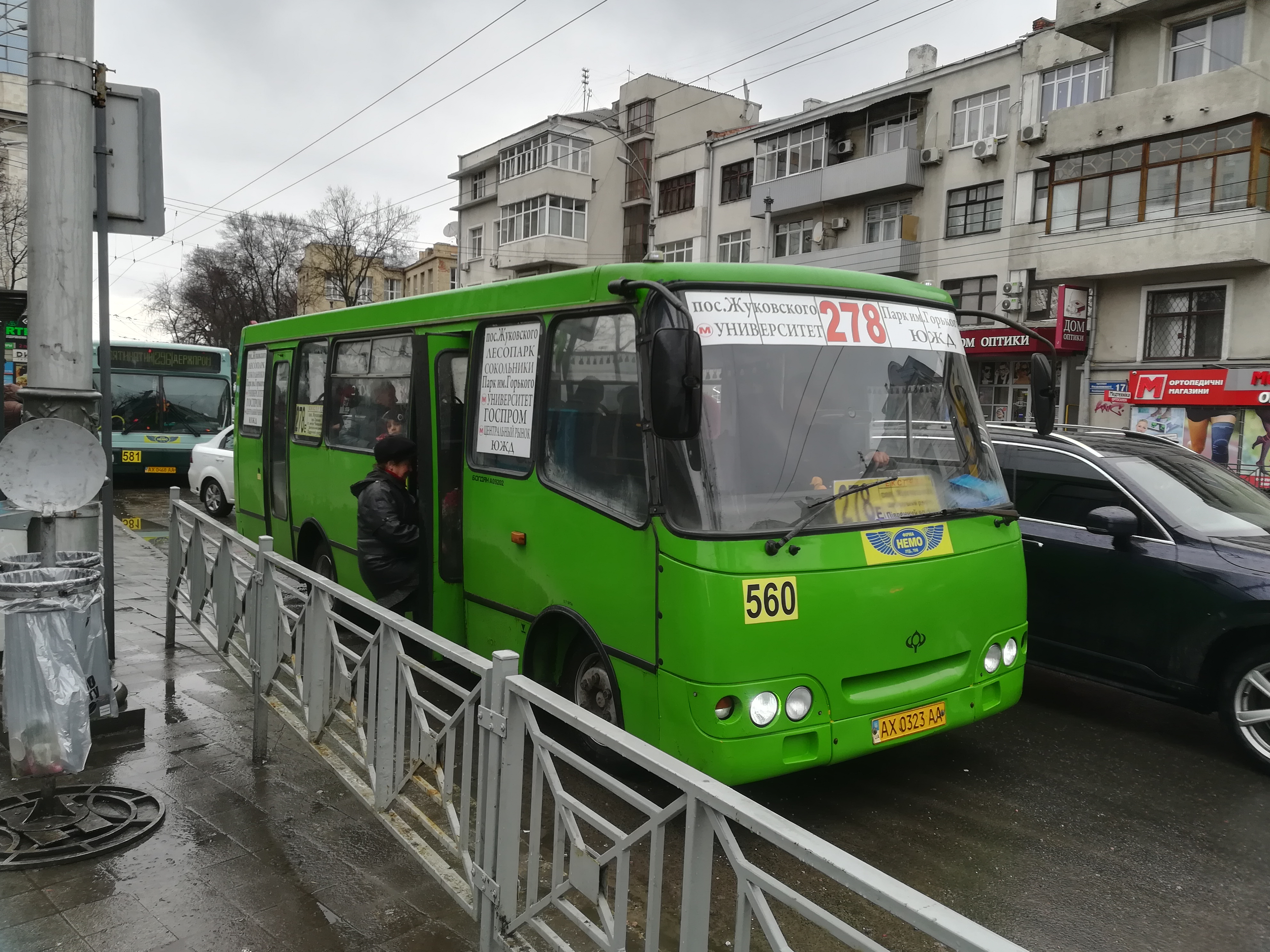
Автобус Богдан А092 278э маршрута на проспекте Независимости

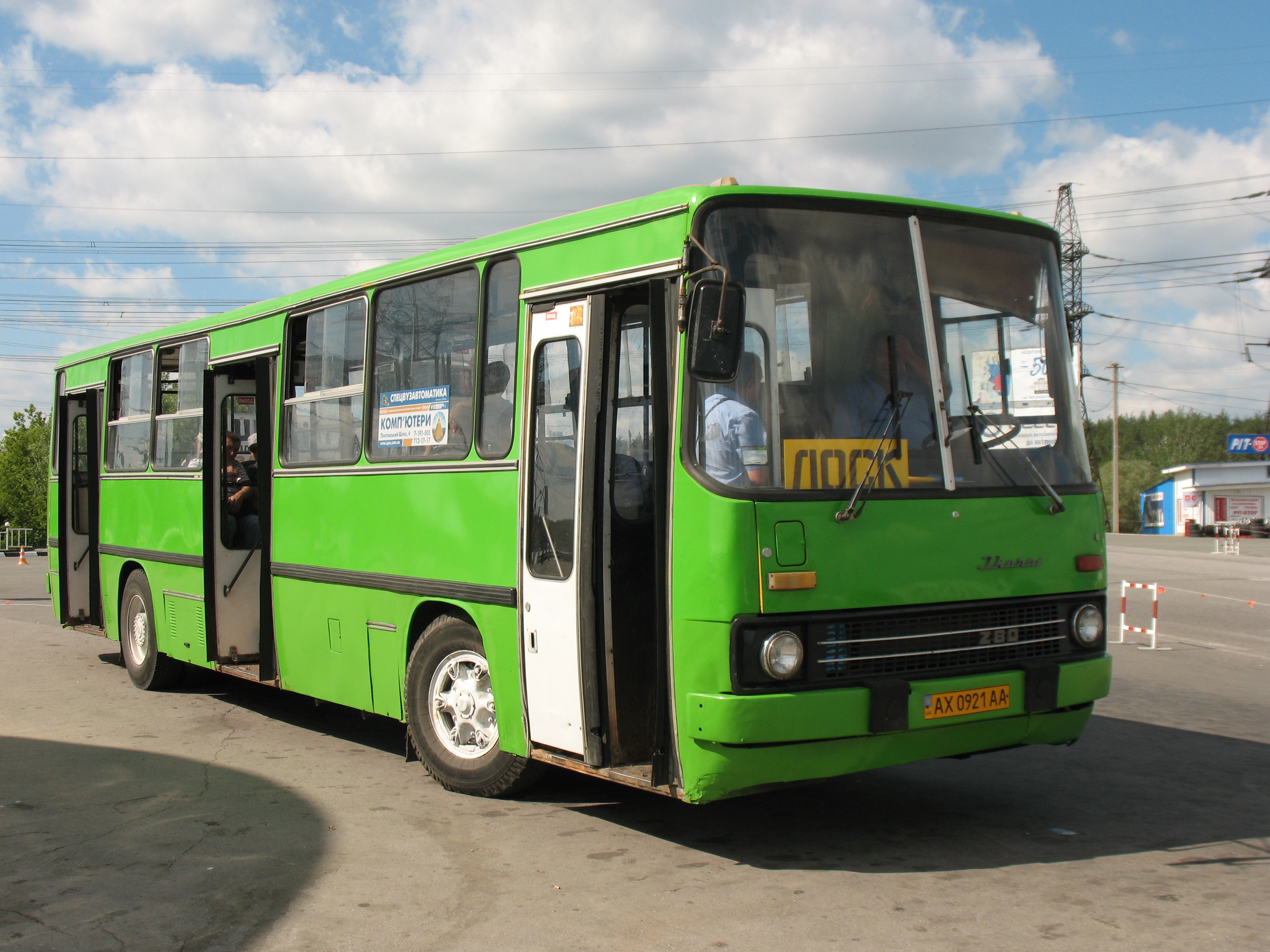
Пригородный автобус Ikarus 263 бесплатного маршрута «Лоск» в Песочине

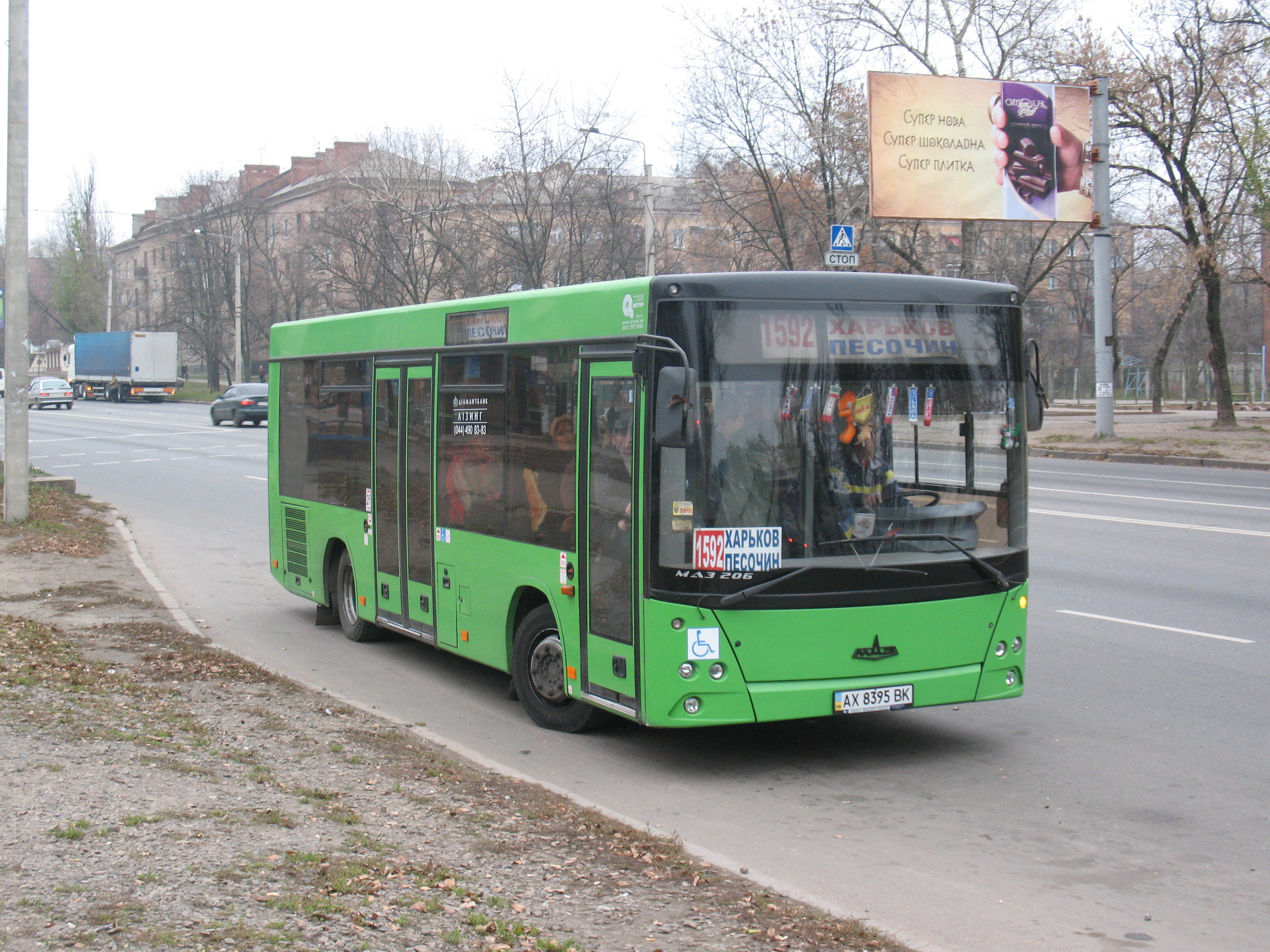
Пригородный автобус МАЗ-206 маршрута 1592 на Полтавском Шляхе

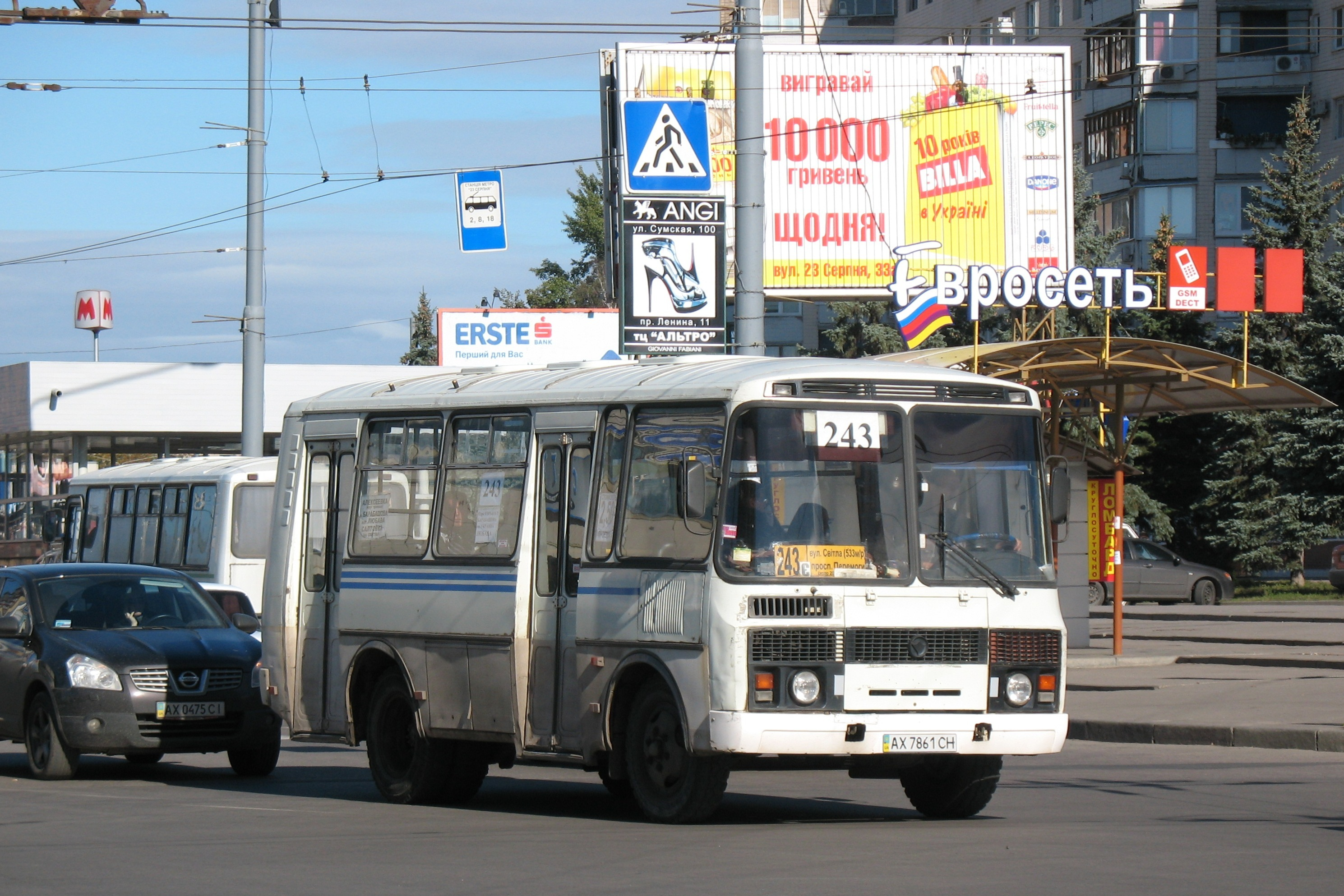
Автобус ПАЗ-3205 маршрута 243э на проспекте Науки

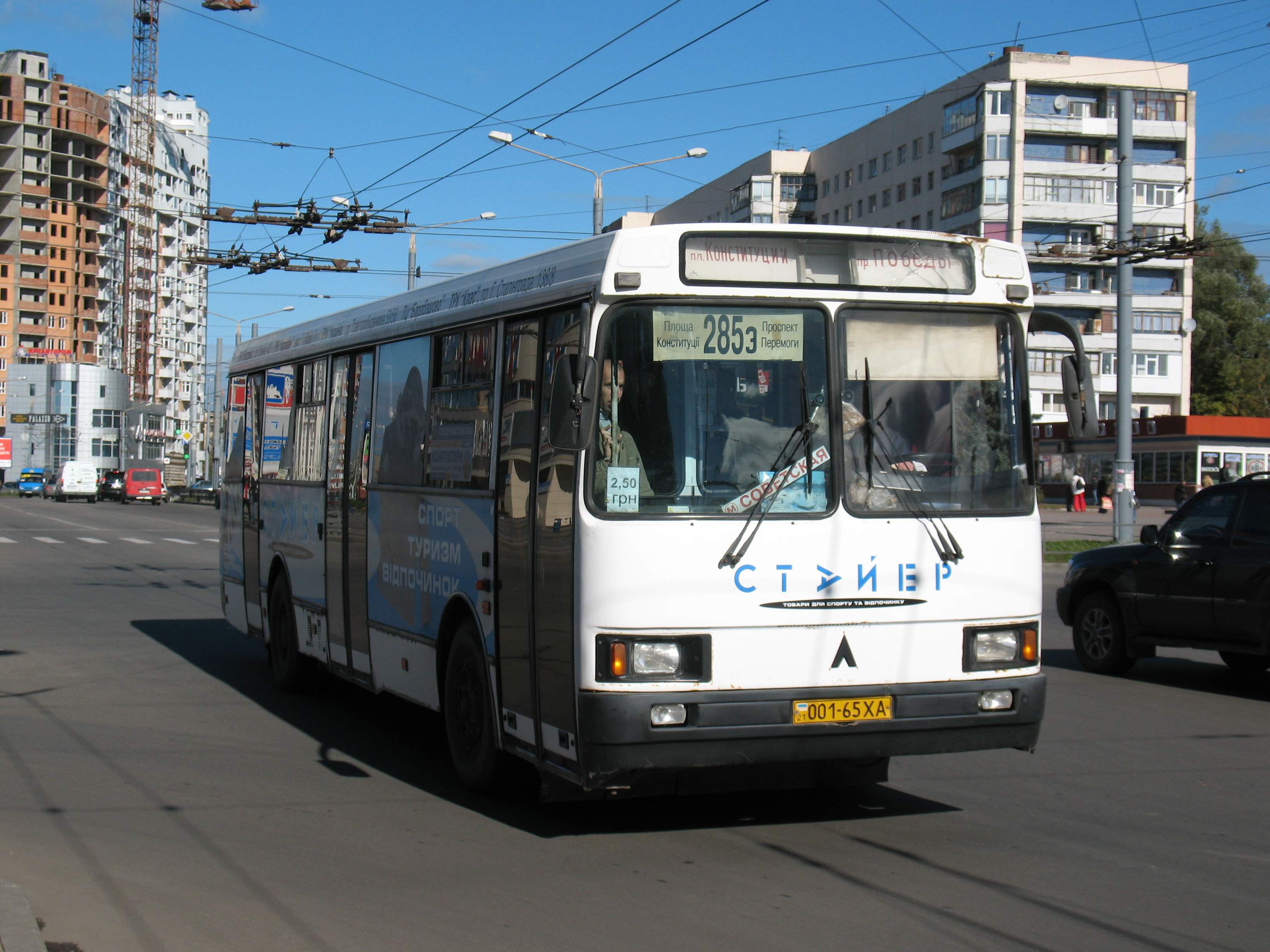
Автобус ЛАЗ-5252 маршрута 285э на проспекте Науки

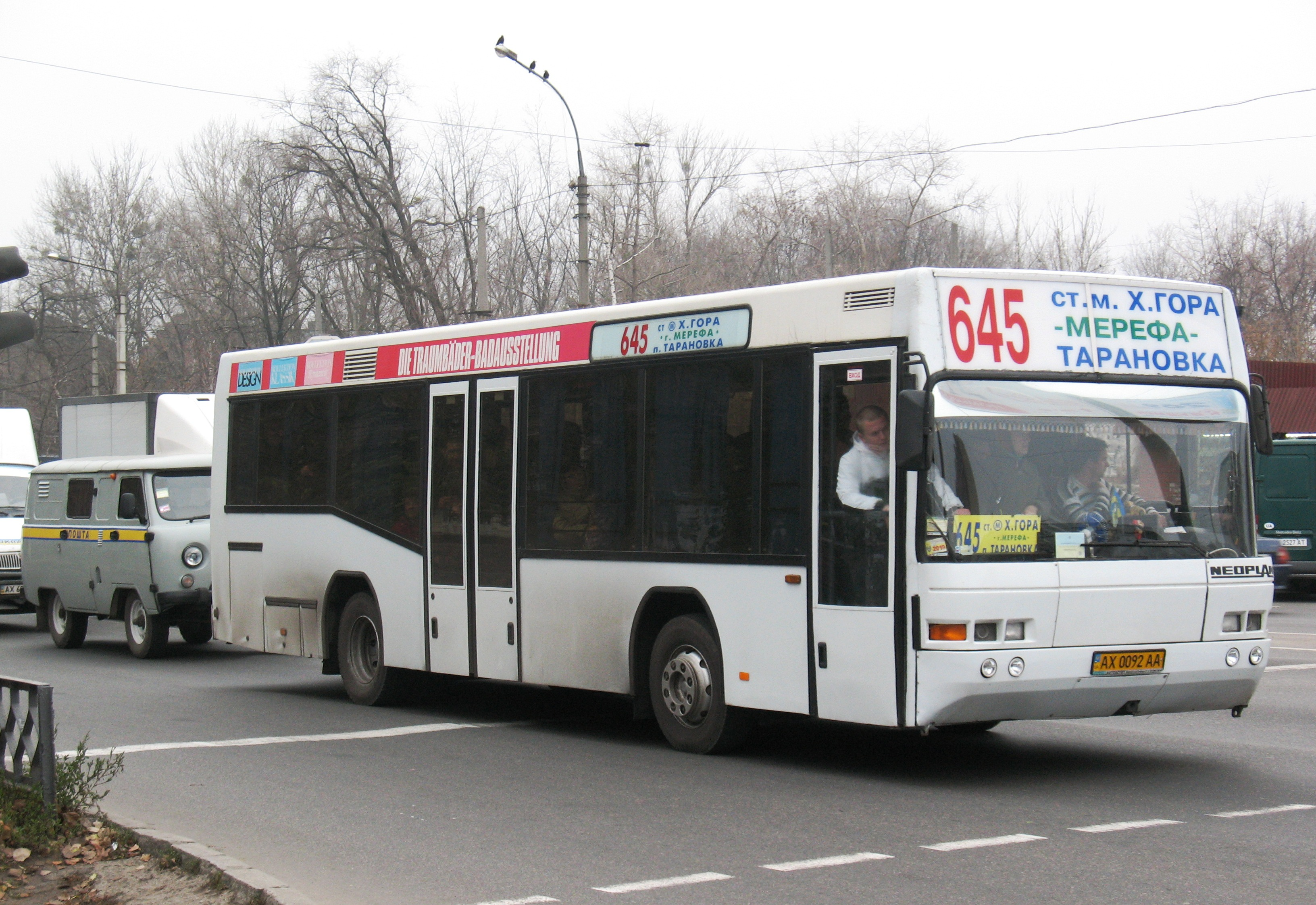
Пригородный автобус Neoplan N4009 маршрута 645 на Полтавском Шляхе

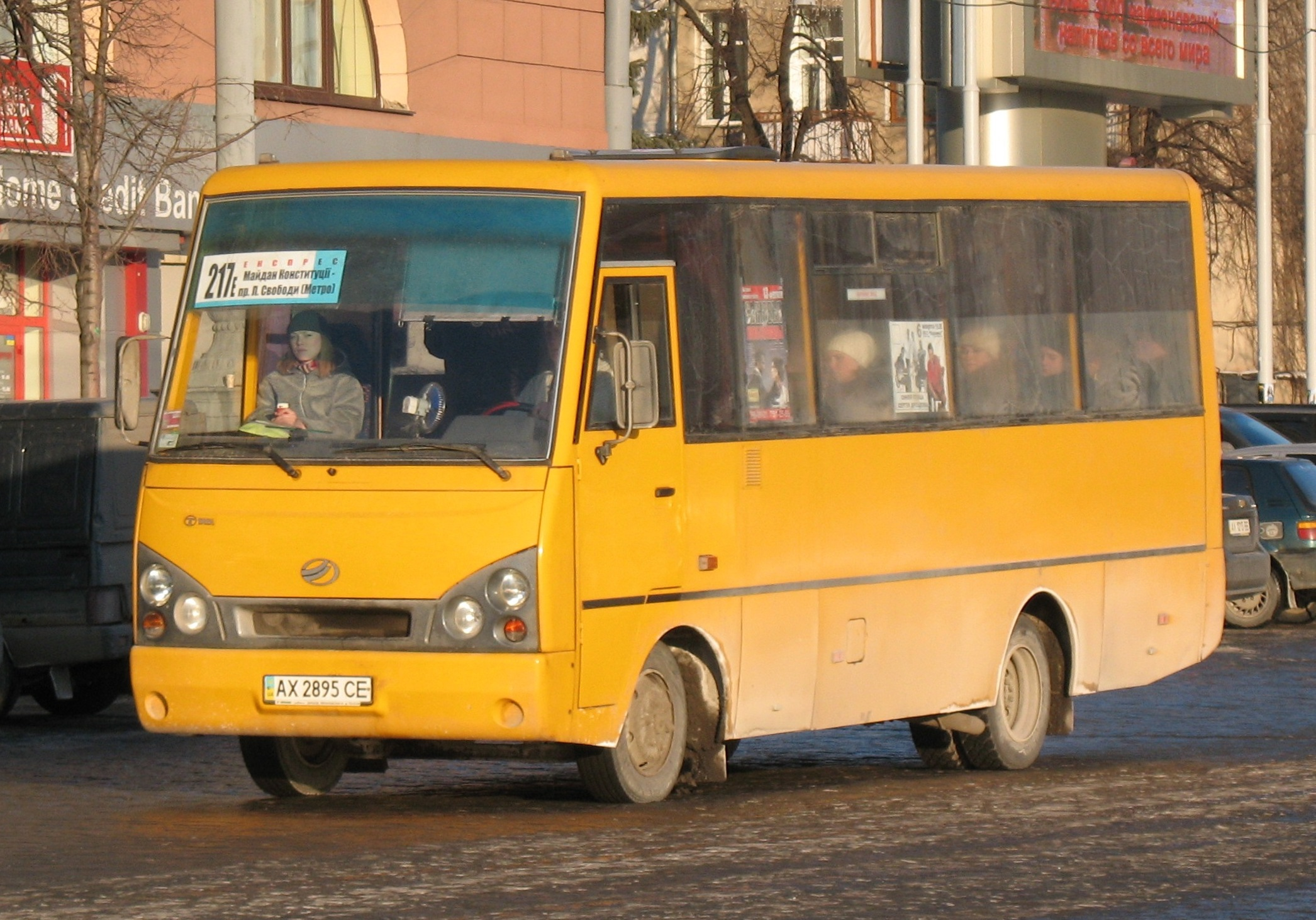
Микроавтобус ЗАЗ A07A1 I-VAN маршрута 217э на площади Свободы

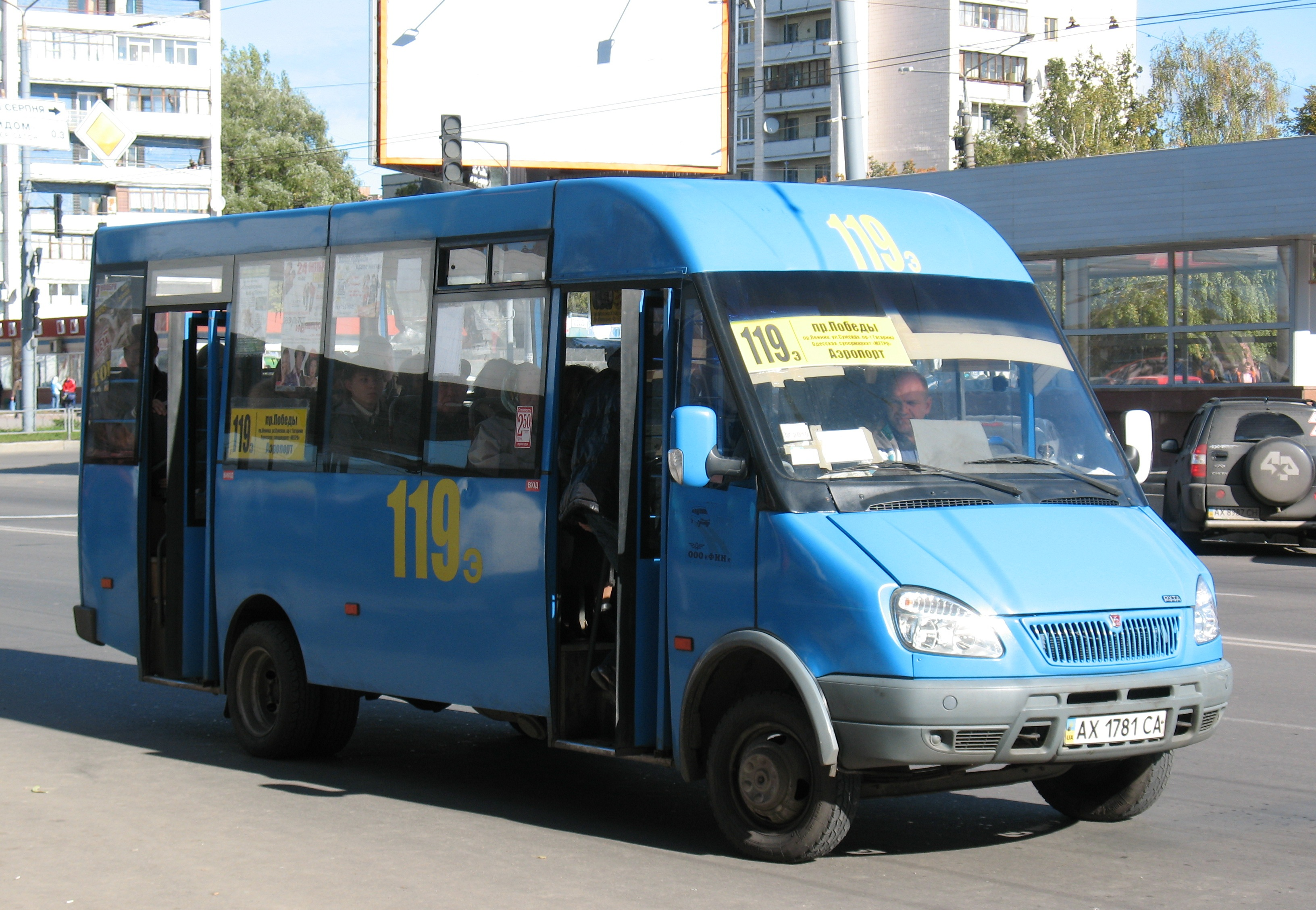
Микроавтобус Рута-25 маршрута 119э на проспекте Науки

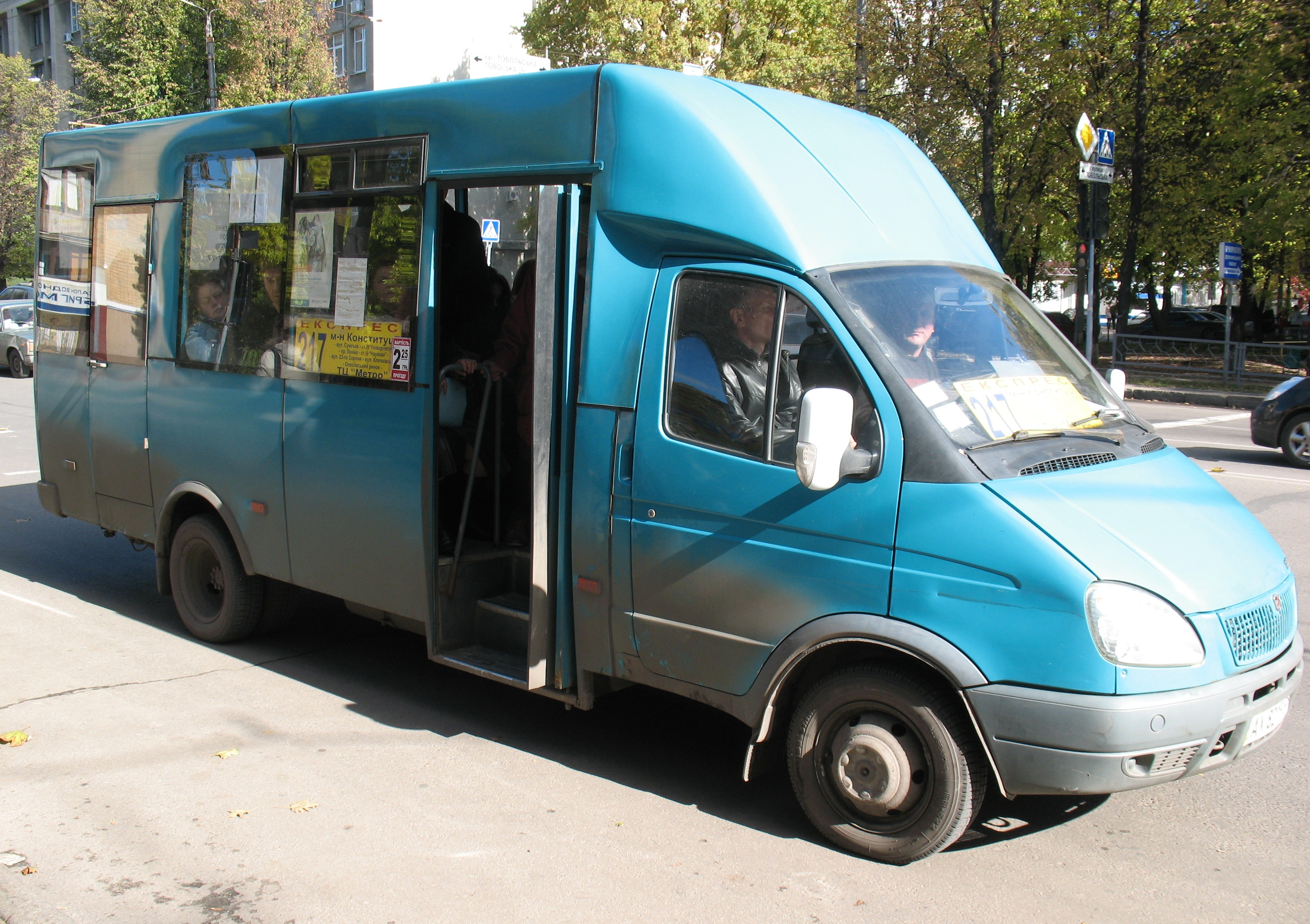
Микроавтобус Рута-22 маршрута 217э на проспекте Науки

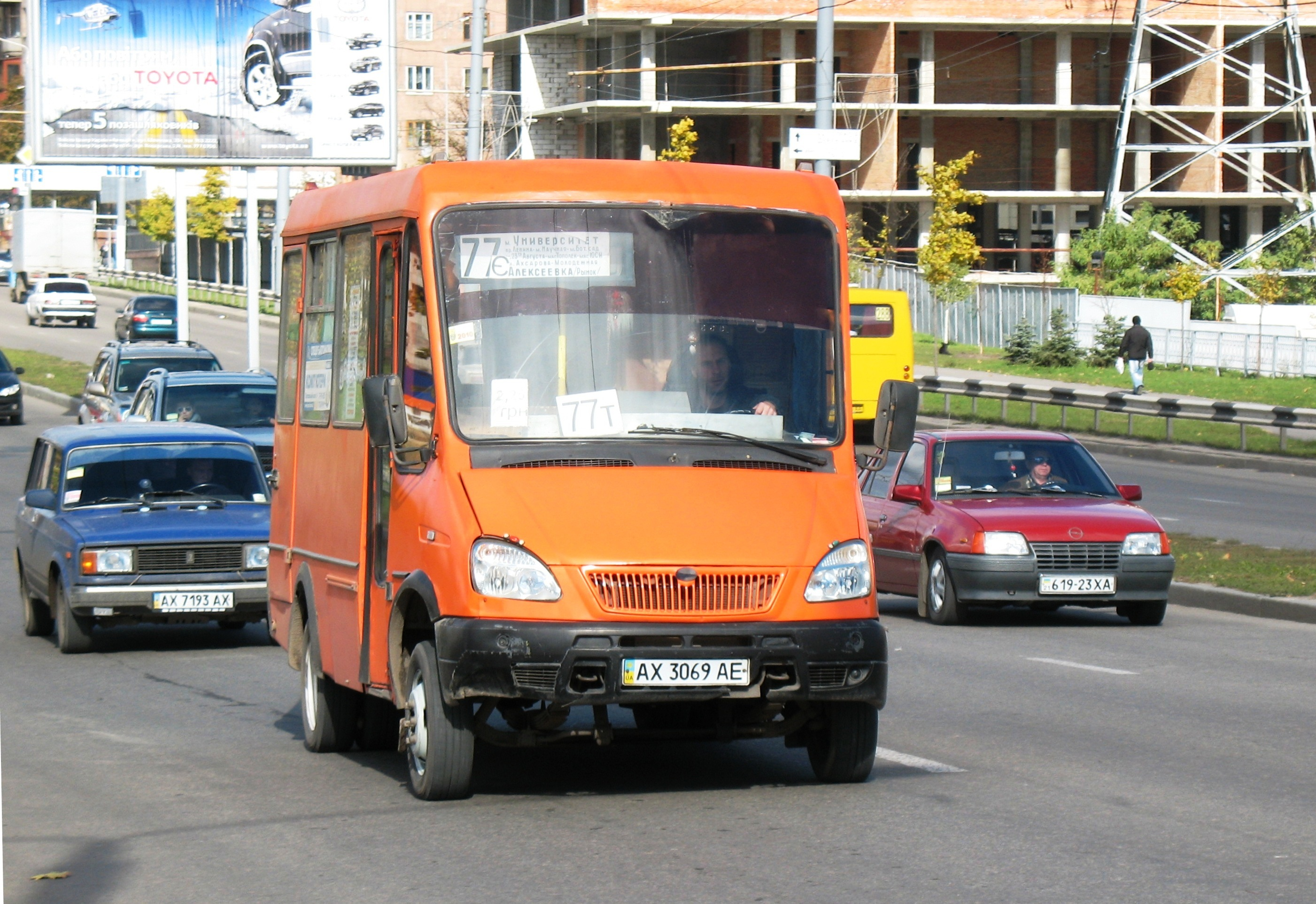
Микроавтобус БАЗ-2215 маршрута 77т на проспекте Науки

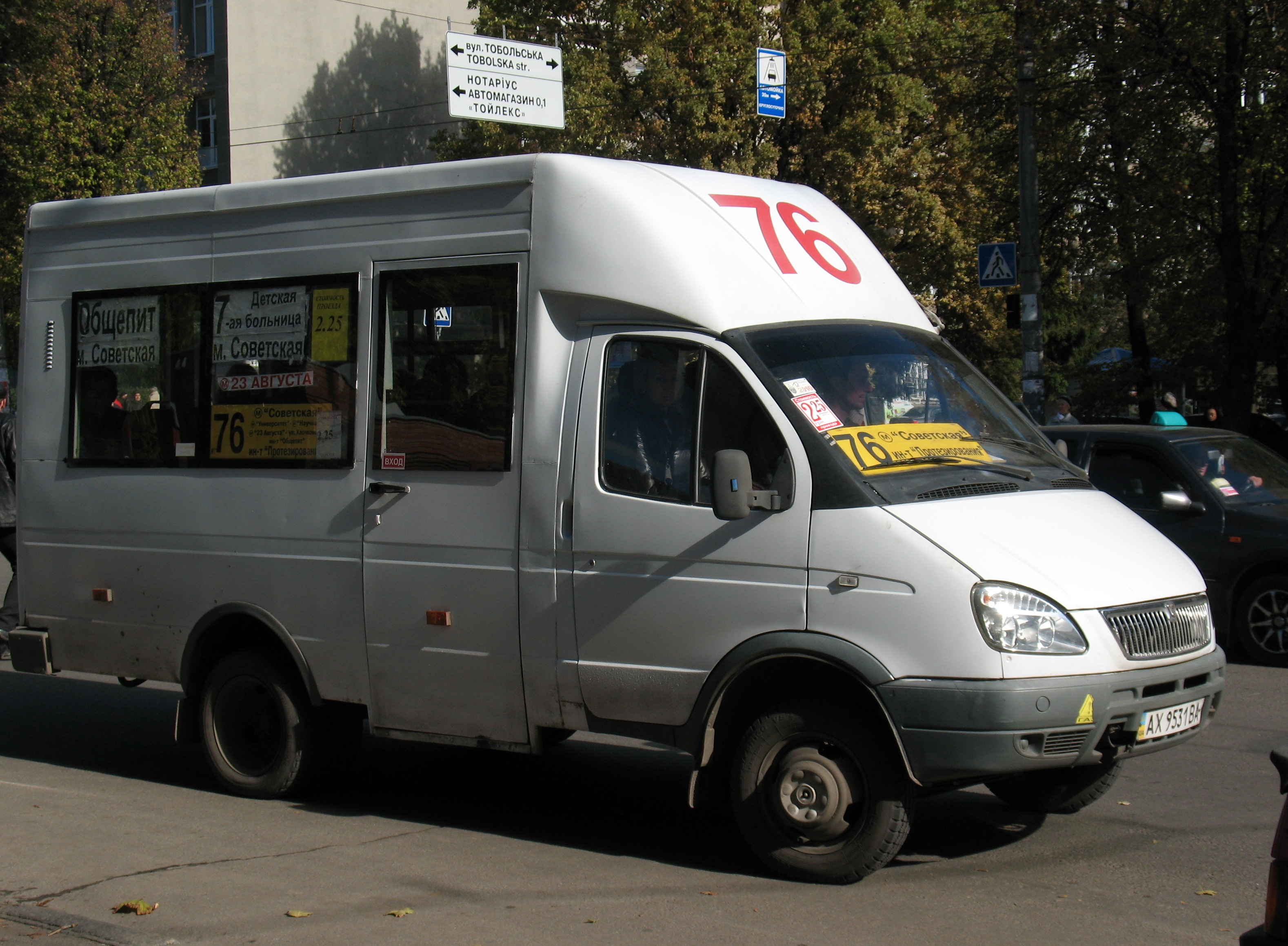
Микроавтобус Рута-А048 маршрута 76 на проспекте Науки

Основные виды подвижного состава в Харькове: Богдан А091, MAN NL202, Setra S215UL, ЛАЗ-А183, Karsan Atak, Karsan Jest, Karsan Jest+, Vanhool A330, Iveco 491, Irisbus Citelis, MAN A21, БАЗ А079.
На некоторых городских маршрутах работают нетипичные как для Харькова, так и для СНГ в целом испанские автобусы Sunsundegi (м-ты 40, 221). Кроме того, на маршрутах работают единичные экземпляры автобусов Mercedes-Benz Citaro, Setra S315NF, Neoplan N4009, N4016, N4411, МАЗ-206 и т. д.
Всего на городских маршрутах работает около тысячи единиц, из них ~150 автобусов большой вместимости. Остальные ~650-700 автобусов — это машины среднего класса Karsan, MAN и Богданы.
Кроме того, в Харькове в качестве передвижного бара и диско-клуба используется Ikarus-280.
1 сентября 2021 года на улицы Харькова вышли новые турецкие автобусы Karsan Atak и Karsan Jest производства Karsan. Оплата в них осуществляется по карте E-ticket.
В 2022-2023 гг. в Харьков из Европы прибыли 4 автобуса, по 2 марки Solaris - Urbino 12 и 15, 3 автобуса Irisbus Citelis 12M, 3 автобуса MAN A21 Lion's City NL283 и 1 автобус Irisbus Citelis 18M. Всего прибыло 12 машин.

## Пригородное автобусное сообщение
В Харькове пригородное автобусное сообщение обеспечивают 3 автостанции и один автовокзал. Автобусным сообщением Харьков связан со многими населёнными пунктами Украины и зарубежья.
- Автостанция № 1 — проспект Гагарина, 22
- Автостанция № 2 — ул. Суздальские ряды, 12
- Автостанция № 3 — пл. Защитников Украины, 6
- Автостанция № 4 — Белгородское шоссе, 8
- Автостанция № 6 — Московский проспект около ст. метро Индустриальная
- Автостанция «Харьков-Запад» — Холодная гора, Полтавский шлях.
- КДП «Привокзальный» (Южный вокзал, у Белгородских тупиков)
- КДП «Героев Труда» (у ст.м. Героев Труда)

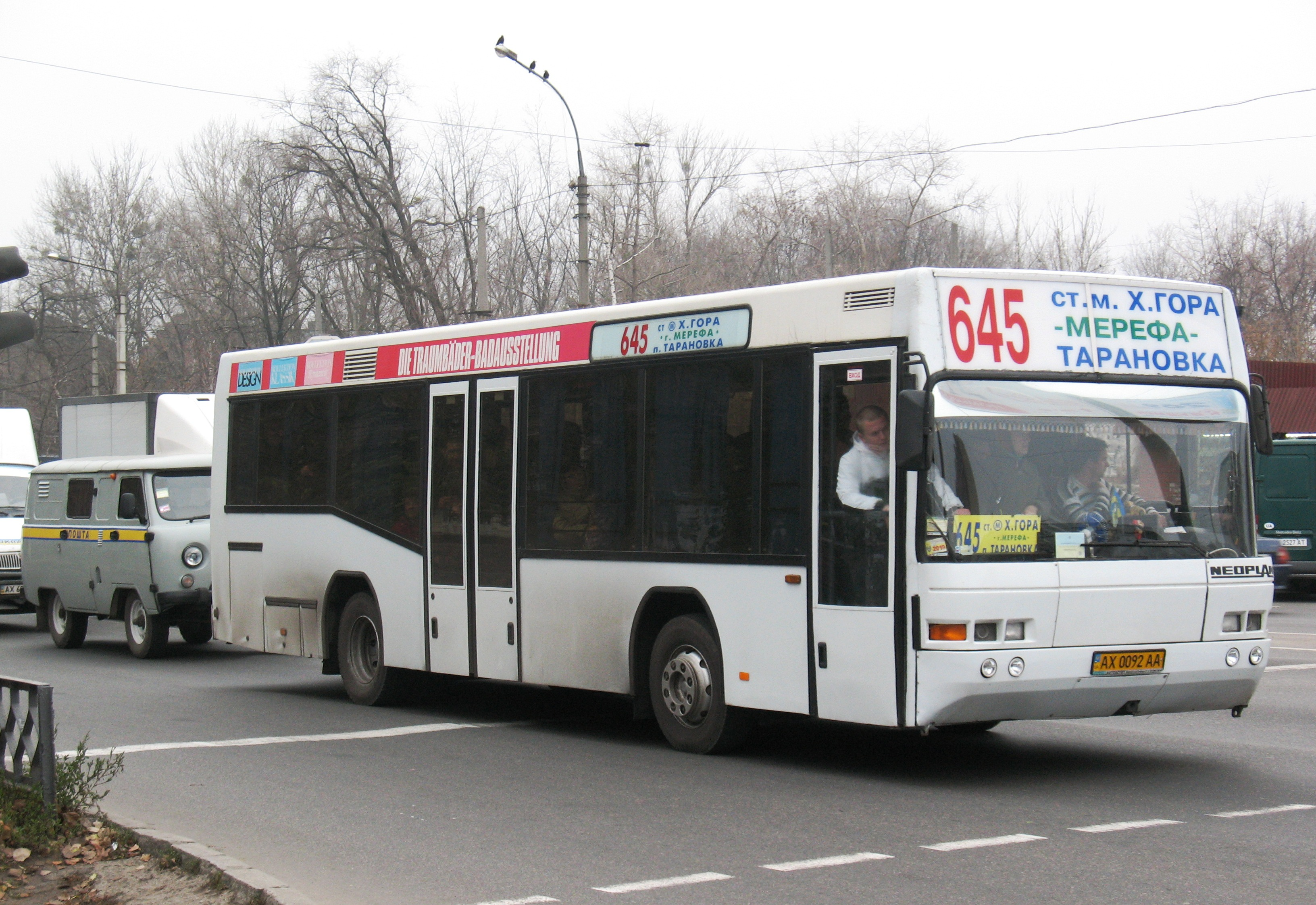
Х-Мерефа
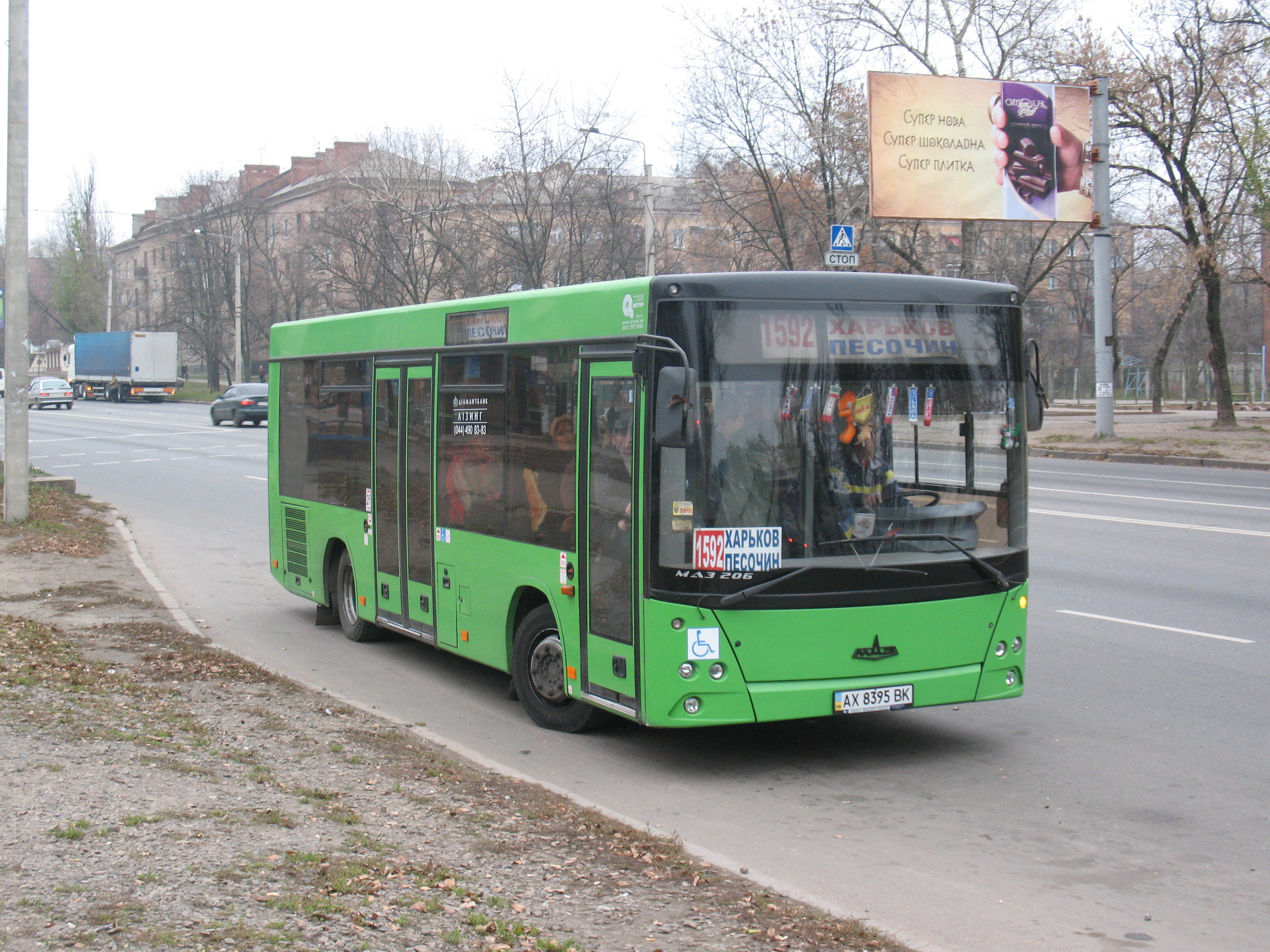
Х-Песочин
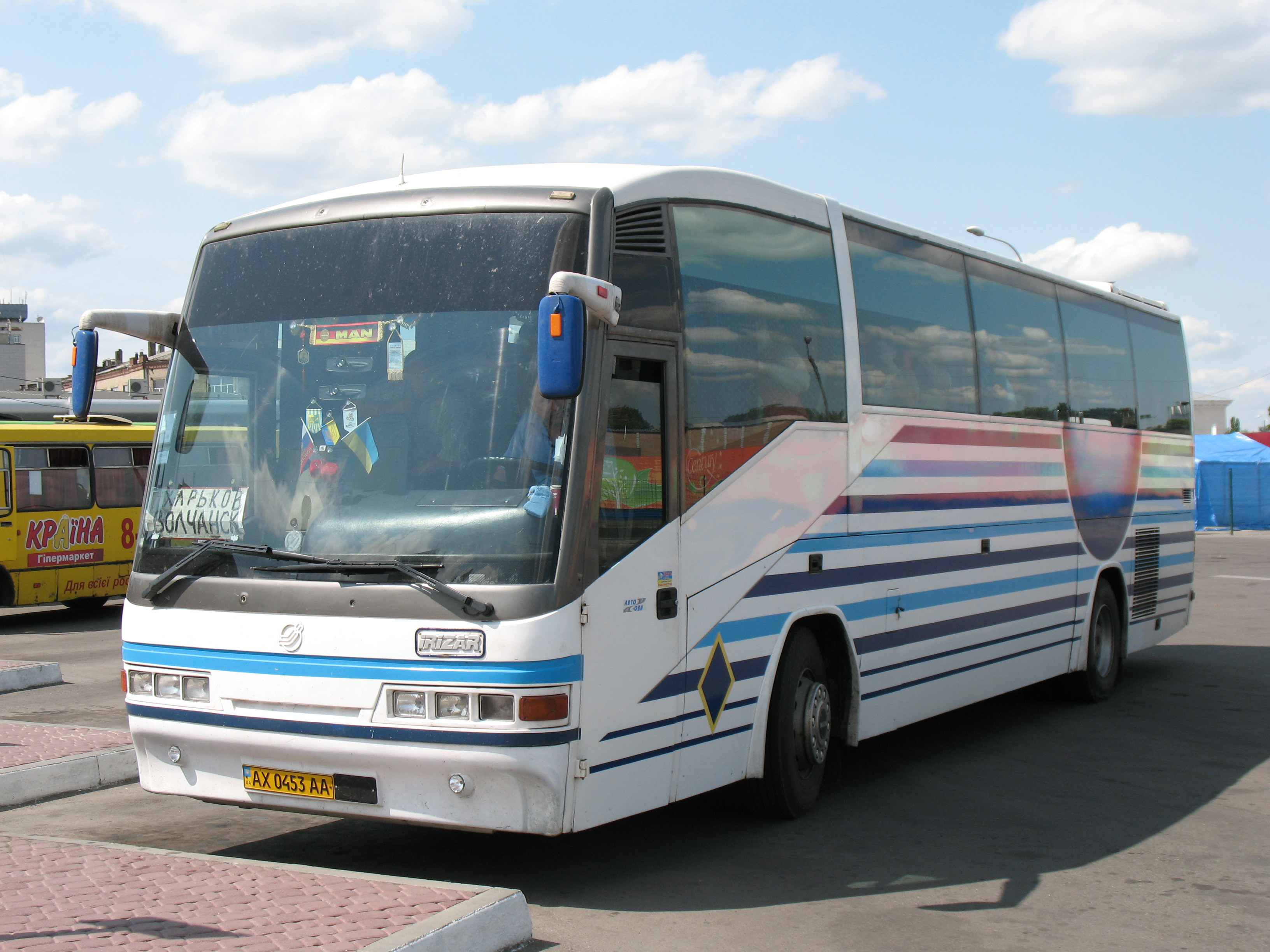
Х-Волчанск
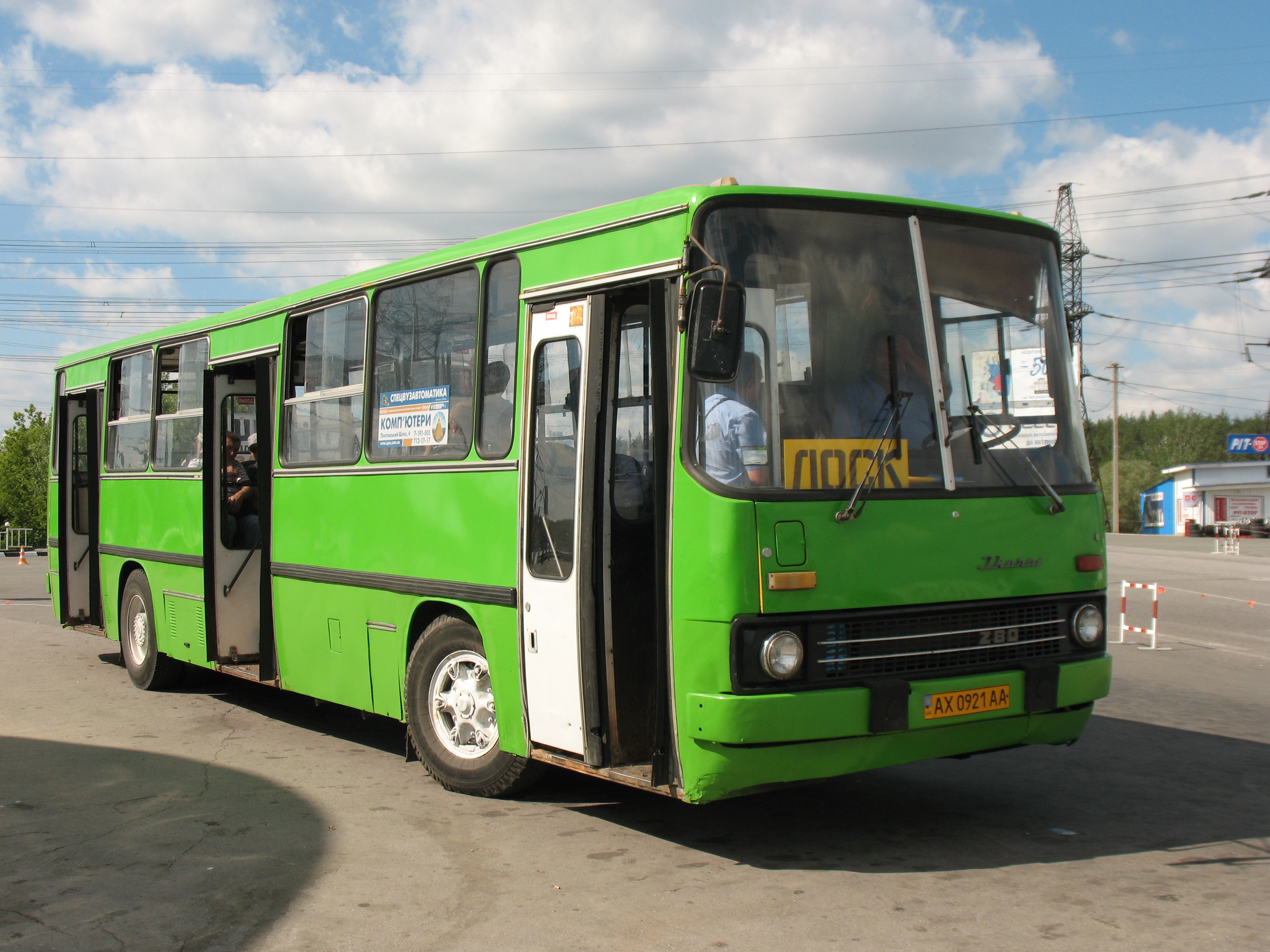
Х-Лоск (бесплатный)
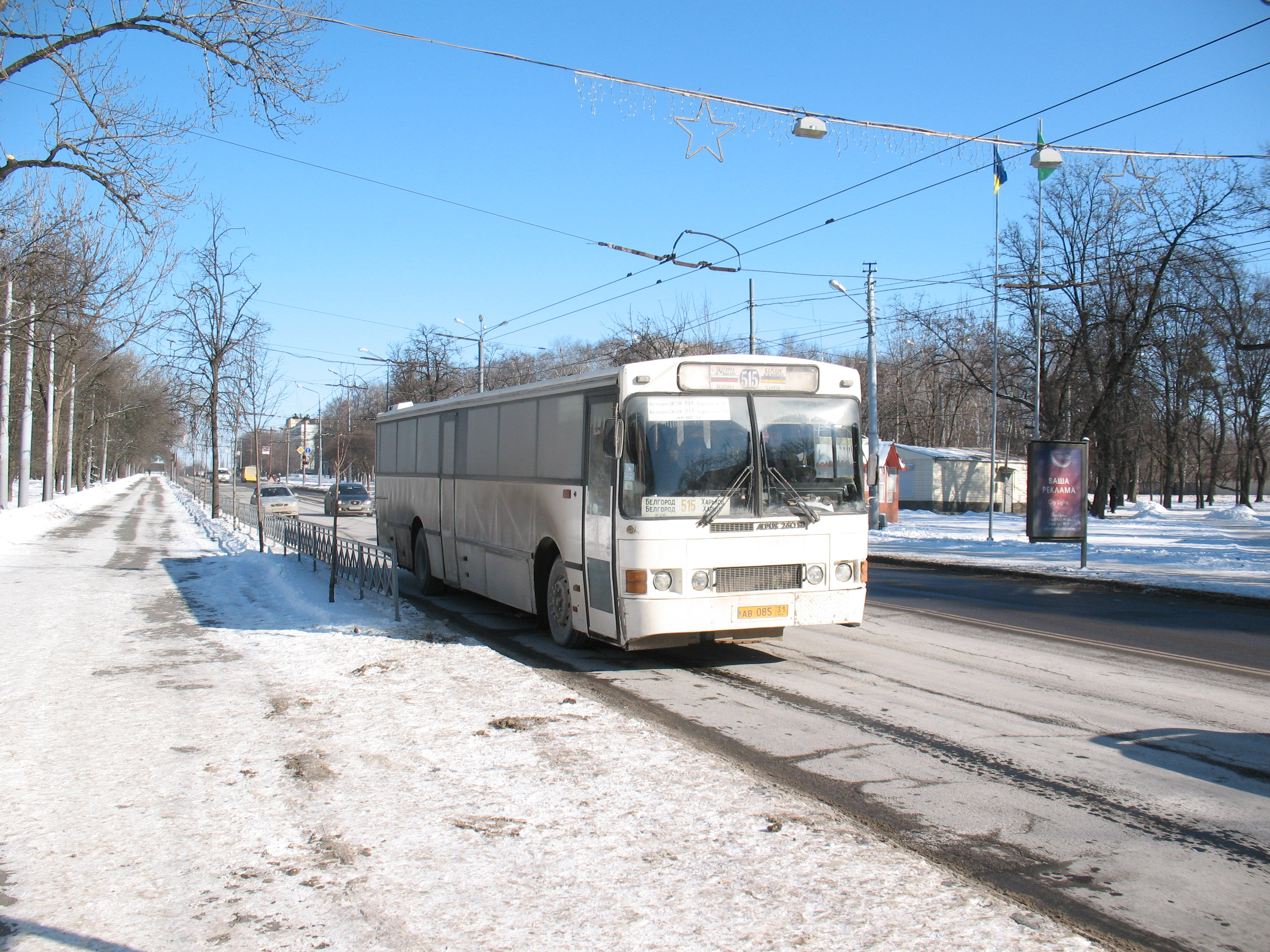
Х-Белгород
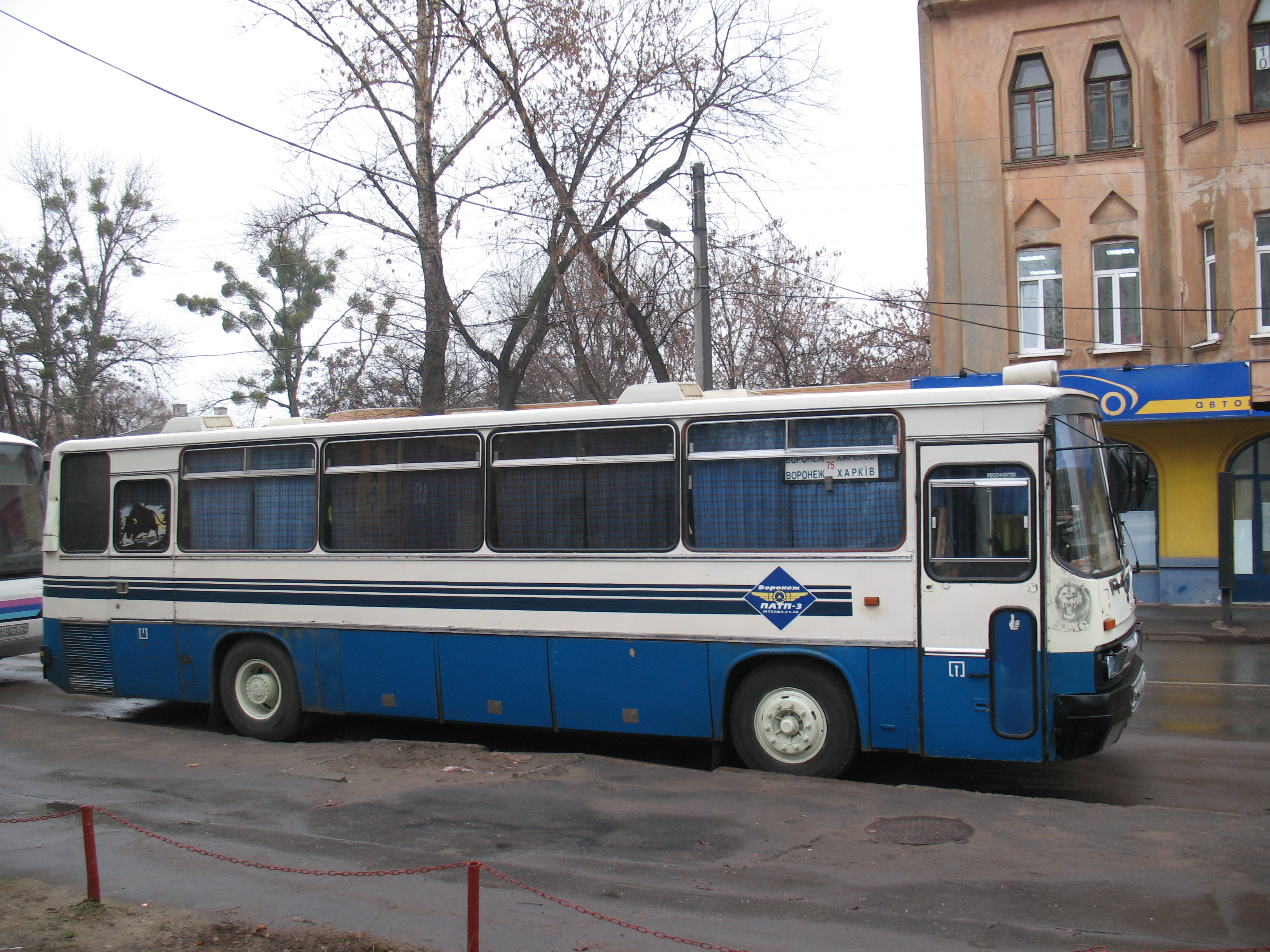
Х-Воронеж

## Компании-перевозчики
Обслуживанием маршрутов в Харькове занимается около десятка крупных коммерческих автопарков:
Например: ООО «Стиль-Шоссе», ООО «Немо ЛТД», ООО «Фрегат-К», ООО «Авто-ОВИ», ООО «Укравтотранс-Плюс», ООО «АТП-Темп», ЧП «ТМ-Вера», ООО «Экспресс», ЧП «С-Аурум»